# Gigantium
Gigantium – obiekt widowiskowo-sportowy w Aalborgu w Danii. Obiekt otworzony został w 1999 roku, w 2007 roku otworzono lodowisko, a w 2011 basen.
W tym obiekcie rozgrywano mecze fazy grupowej Mistrzostw Europy w Piłce Ręcznej Kobiet 2010 oraz Mistrzostw Europy w Piłce Ręcznej Mężczyzn 2014.
Z hali korzystają kluby piłki ręcznej: Aalborg Håndbold i Aalborg DH oraz klub hokejowy Aalborg Pirates.

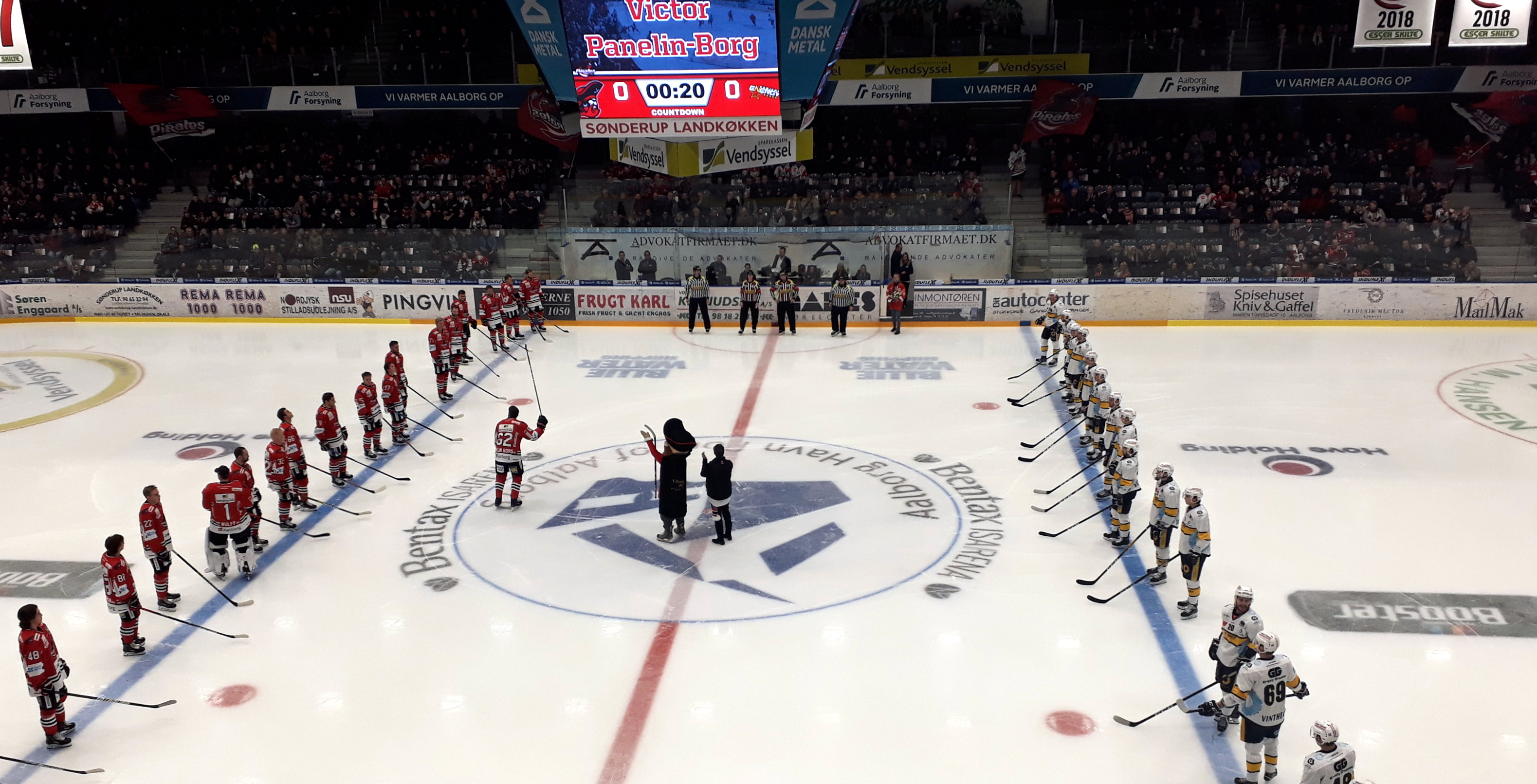
Drużyny duńskiej superligi w hokeju na lodzie: Aalborg Pirates i Esbjerg Energy w Gigantium, listopad 2019